# Giuseppe Morello
Giuseppe "Mão de Gancho" Morello (Corleone, 2 de maio de 1867 — Nova York, 15 de agosto de 1930) também conhecido como "The Old Fox", foi um gangster ítalo-americano e o primeiro chefe da organização criminosa Família Morello. Tinha uma deformação de nascença na sua mão direita que lembrava um gancho, daí sua primeira alcunha.
Apesar de ser uma figura negligenciada pela cultura popular no assunto, sem os holofotes de Lucky Luciano e Al Capone,  Morello é considerado pelo autor e especialista Mike Dash como o primeiro chefe mafioso a operar em Nova Iorque uma organização sólida e edificada nos moldes da Cosa Nostra, a matriz da máfia americana.
Na década de 1890, Giuseppe fundou no Harlem Italiano a gangue conhecida com 107th Street Mob, posteriormente chamada de Família Morello. Em linhagem direta, essa organização é hoje denominada de Família Genovese, uma das Cinco Famílias de Nova Iorque.

## Início da vida e juventude
Giuseppe nasceu na vila de Corleone na Sicília em 2 de Maio de 1867. Seu pai Calogero Morello faleceu em 1872 e sua mãe Angelina, casou-se novamente um ano depois, com Bernardo Terranova membro da Corleonesi, um dos clãs da Cosa Nostra. Bernardo e Angelina tiveram três filhos: Vincenzo (nascido em 1886), Ciro (1888) e Nicholo Terranova (1890) - todos se tornaram membros da máfia - além de duas filhas: Lucia (nascida em 1877) e Salvatrice Terranova (1880). Critchey também menciona uma terceira irmã de Giuseppe, nascida do primeiro casamento de Angelina: Maria Morello-Lima (1869). As crianças de Terranova e Morello cresceram juntas, e possivelmente Bernardo teria ajudado Giuseppe a ser aceito como membro na Cosca da máfia local. Giuseppe casou-se com Maria Rosa Marvalisi (1867-1898) com quem teve um filho chamado Calogero "Charles" Morello (1892-1912).
Não se sabe ao certo o ano em que Morello emigrou para os Estados Unidos. Dash acredita que isso tenha acontecido em 1892, quando após ser acusado de assassinato e ter um dos seus esquemas de fraude desmantelados, Giuseppe teria fugido da Itália. Toda a família Morello-Terranova chegou a Nova Iorque em 8 de Março de 1893. Em meados da década de 1890, Giuseppe e sua numerosa família se mudaram para Luisiana em busca de emprego. No ano seguinte, mudaram-se para o Texas onde trabalharam em uma plantação de algodão. Fugindo de um surto de malária, a família retornou a Nova Iorque por volta de 1897. Dois anos depois, a esposa de Giuseppe, Maria Rosa  veio a falecer. Morello casou-se novamente no início dos anos 1900 com Nicolina "Lina" Salemi (1884-1964) com que permaneceu casado até o fim de sua vida. Em 1902, Giuseppe abriu um bar na 8 Prince Street em Manhattan. Este local viria a se tornar um dos pontos de encontro da gangue de Morello.

## Ascensão no crime organizado
A 107th Street Mob foi fundada por Giuseppe Morello ao final dos anos 1890. Em 1903, Ignazio "The Wolf" Lupo, líder do crime organizado no bairro de Little Italy no sul de Manhattan, casou-se com Salvatrice Terranova, meia-irmã de Morello. A união dos dois selou uma aliança entre as duas organizações e o controle sobre dois dos principais enclaves italianos na cidade, Little Italy no sul e o Harlem Italiano no norte.
Morello e os irmãos Terranova construíram de forma violenta e impiedosa um império no sub-mundo do crime. Uma das práticas dessa organização era despejar os corpos desmembrados de seus rivais em grandes barris de madeira. Esses barris normalmente eram abandonados em becos, depositados no mar ou mesmo abandonados nas próprias ruas, visando provocar um terror psicológico em seus inimigos e nas autoridades.
As principais atividades da organização incluíam: extorsão, agiotagem, fraude fiscal e exploração ilegal de jogos de azar. Os lucros nos negócios ilegais eram lavados utilizando os diversos estabelecimentos Legais da Família como restaurantes, bares e lojas. Morello adaptou o sistema de "pagamento de proteção" já utilizado por gangues italianas mais primitivas chamadas "Mão Negra" (Mano Nera em italiano), em um modelo de cobranças mais brandas que evitavam a falência dos comerciantes, atritos com a população, denúncias à polícia, ou alinhamento desses comerciantes com criminosos rivais.
Durante a década de 1900, a Família Morello se transformou na mais poderosa organização criminosa de Nova Iorque. No entanto, durante essa processo, o único filho de Giuseppe, Callogero Morello foi assassinado por Rocco Tapano, membro da Kid Baker Gang. Tapano foi morto por Nicholas Morello-Terranova no Bronx algumas semanas depois.

### Membros conhecidos da Família Morello[10][11]
- Giuseppe "The Old Fox" Morello. †
- Ignazio "The Wolf" Lupo.
- Nicholo "Nick Morello" Terranova. †
- Vincenzo Terranova. †
- Ciro "The Artichoke King" Terranova.
- Eugene "Charles" Ubriaco. †
- Fortunato Lomonte. †
- Tomasso Lomonte. †
- Stefano "Steve" LaSelle.
- Giuseppe Verazzano †.
- Giuseppe De Primo. †
- Giovanni Pecoraro.
- Giovanni Zarcone. †
- Tomasso "The Ox" Petto. †
- Vito Laduca. †
- Marco Macaluso.
- Antonio Milone.
- Giuseppe Fanaro. †
- Benedetto Madonnia. †
- Antonio Passananti.
- Giuseppe Palermo.
- Calogero Morello. †
- Salvatore Cina.
- Giuseppe Guillambardo.
- Giuseppe Boscarino.
- Antonio "Nino" Cecala. †
- Vincenzo Giglio.
- Nicholo Sylvestre.
- Pietro Inzerillo.

(†) - Assassinados.

## Queda, retorno e a Guerra contra D'Aquila
oMorello foi indiciado por fraude fiscal em 1909, sendo sentenciado a 30 anos de prisão. Juntamente com seu cunhado e segundo em comando Ignazio Lupo. Giuseppe continuou a comandar a organização de dentro da prisão por aproximadamente o primeiro ano de detenção. Mas após esse perído foi substituído pelo seu meio irmão Nicholo Morello-Terranova. No entanto, em meados da década de 1910, eclodiu a guerra entre a cosa nostra (sicilianos) e a camorra (napolitanos). Em 1916 Nicholo foi assassinado a mando de Pellegrino Morano, chefe da gangue de Coney Island no Brooklyn. No seu lugar, assumiram seus irmãos Vincenzo e Ciro Terranova que comandaram a organização até o início dos anos de 1920.
Giuseppe Morello e Ignazio Lupo foram libertados da prisão em 1920. Durante o seu período encarcerado, a organização perdeu grande parte do poder anterior após intensos conflitos contra as gangues napolitanas e contra a emergente facção de Salvatore D'Aquila, que absorveu os territórios da Camorra após sua dissolução pela polícia. Assim que Lupo e Morello retornaram a Nova Iorque, tornaram-se alvos instantâneos de D'Aquila que ordenou suas mortes e de seus aliados. Mas o novo chefe do submundo de Manhattan não reinava sozinho, e outros figurões do crime como Giuseppe Masseria do sul de Manhattan, ameaçavam seu poder. Para escapar de D'Aquila, Morello e seu cunhado fugiram para a sicília.
Como aliado de Masseria, Vincenzo Terranova foi assassinado em maio de 1922, possivelmente por Umberto "Rocco" Valenti a mando de Salvatore D'Aquila. Impossibilitado de enfrentar D'Aquila de forma independente, Giuseppe resolveu abdicar de suas pretensões de assumir o poder e apoiou Masseria em sua luta contra o inimigo em comum. Com a ajuda de Morello, Masseria rastreou e executou Rocco Valenti, o principal soldado de D'Aquila. Em 10 de outubro de 1928, Salvatore D'Aquila foi assassinado em Manhattan.
A execução de D'Aquila e a fusão das facções de Morello e Masseria deu origem a mais poderosa organização criminosa dos Estados Unidos. Morello, Ciro Terranova e Ignazio Lupo, sobreviventes do clã Morello-Terranova, viveram seus tempos áureos, tendo todos construído residências luxuosas nos caros subúrbios da cidade. Apesar de não recuperar o posto Capo di tutti Capi (chefe de todos os chefes), Giuseppe se tornou o braço direito e consiglieri de Masseria.

## Guerra Castellammarese e morte
Entre os anos de 1930 e 1931 eclodiu no submundo do crime de Nova Iorque o conflito que ficou conhecido como Guerra Castellammarese. Em que a facção de Joe Masseria de Manhattan entrou em confronto com a organização de Salvatore Maranzano e Joseph "Joe" Bonanno, provenientes da região de Castellammare del Golfo na Sicília, e baseados no Brooklyn. Devido a sua experiência e prestígio entre os comandados e aliados, Giuseppe Morello era uma figura chave no esforço de guerra da organização, considerado por Joe Bonanno como o cérebro da família. Para os castellammareses, Masseria seria invulnerável enquanto Morello estivesse vivo. Essa circunstância levou Giuseppe a ser uma das primeiras vítimas da guerra. Ele foi assassinado com um dos seus associados Joseph Perriano, em 15 de Agosto de 1930 no seu escritório no Harlem Italiano. Com o assassinato de Masseria durante a guerra, a organização passou para o controle de Lucky Luciano.